# (14719) Sobey
(14719) Sobey (2000 CB85) – planetoida z pasa głównego asteroid okrążająca Słońce w ciągu 3,36 lat w średniej odległości 2,24 j.a. Odkryta 4 lutego 2000 roku.